# Liste der Mitglieder der Deutschen Akademie der Naturforscher Leopoldina/1938
Die Liste der Mitglieder der Deutschen Akademie der Naturforscher Leopoldina für 1938 listet alle Personen, die im Jahr 1938 zum Mitglied berufen wurden. Es gab 38 neu gewählte Mitglieder.

## Neu gewählte Mitglieder
| Nr. 1 | Name                           | Beiname 1 | Geboren       | Aufnahme 1 | Gestorben     | Sektion                                      | Bild                      | Datenbank                 |
| ----- | ------------------------------ | --------- | ------------- | ---------- | ------------- | -------------------------------------------- | ------------------------- | ------------------------- |
|       | Narziß Ach                     |           | 29. Okt. 1871 |            | 25. Juli 1946 | Psychiatrie, med. Psychologie und Neurologie | Narziß Ach                | Narziß Ach                |
|       | Roman August Adelheim          |           | 2. Aug. 1881  |            | 7. Nov. 1938  | Pathologie                                   |                           | Roman Adelheim            |
|       | Pedro Belou                    |           | 1884          |            | 1954          | Anatomie                                     |                           | Pedro Belou               |
|       | Karl-Friedrich Bonhoeffer      |           | 13. Jan. 1899 |            | 15. Mai 1957  | Physikalische Chemie                         | Karl-Friedrich Bonhoeffer | Karl Friedrich Bonhoeffer |
|       | Philipp Broemser               |           | 20. Juli 1886 |            | 11. Nov. 1940 | Physiologie                                  |                           | Philipp Broemser          |
|       | Aristide Busi                  |           | 1874          |            | 1939          | Medizinische Radiologie und Nuklearmedizin   |                           | Aristide Busi             |
|       | Hans Böker                     |           | 14. Nov. 1886 |            | 28. Apr. 1939 | Anatomie                                     |                           | Hans Böker                |
|       | Abraham Esau                   |           | 7. Juni 1884  |            | 12. Mai 1955  | Physik                                       | Abraham Esau              | Abraham Esau              |
|       | Robert Feulgen                 |           | 2. Sep. 1884  |            | 24. Okt. 1955 | Physiologie                                  |                           | Robert Feulgen            |
|       | Wilhelm Filchner               |           | 13. Sep. 1877 |            | 7. Mai 1957   | Geographie                                   | Wilhelm Filchner          | Wilhelm Filchner          |
|       | Alfred Fleisch                 |           | 29. Sep. 1892 |            | 19. Mai 1973  | Physiologie                                  |                           | Alfred Fleisch            |
|       | Seigo Funaoka                  |           | 1890          |            | 1974          | Anatomie                                     |                           | Seigo Funaoka             |
|       | Viktor Gomoiu                  |           | 1882          |            | 1960          | Wissenschaftsgeschichte                      |                           | Viktor Gomoiu             |
|       | Karl Groos                     |           | 10. Dez. 1861 |            | 27. März 1946 | Psychiatrie, Med. Psychologie und Neurologie | Karl Groos                | Karl Groos                |
|       | Ernst Hanhart                  |           | 14. März 1891 |            | 5. Sep. 1973  | Pathologie                                   |                           | Ernst Hanhart             |
|       | Martin Kirschner               |           | 28. Okt. 1879 |            | 30. Aug. 1942 | Chirurgie                                    | Martin Kirschner          | Martin Kirschner          |
|       | Fritz Kohlrausch               |           | 6. Juli 1884  |            | 17. Sep. 1953 | Physik                                       | Fritz Kohlrausch          | Fritz Kohlrausch          |
|       | Paul Kukuk                     |           | 10. Apr. 1877 |            | 15. Sep. 1967 | Geologie und Paläontologie                   |                           | Paul Kukuk                |
|       | Paul Kupka                     |           | 2. Sep. 1866  |            | 27. Apr. 1949 | Anthropologie                                |                           | Paul L.B. Kupka           |
|       | Hermann Leuchs                 |           | 26. Aug. 1879 |            | 2. Mai 1945   | Chemie                                       |                           | Hermann Leuchs            |
|       | Robert Luther                  |           | 2. Jan. 1868  |            | 17. Apr. 1945 | Astronomie und Astrophysik                   | Robert Luther             | Robert Luther             |
|       | Desiderius Miskolczy           |           | 1894          |            | 1978          | Psychiatrie, Med. Psychologie und Neurologie |                           | Desiderius Miskolczy      |
|       | Wassil Mollow                  |           | 1875          |            | 1939          | Innere Medizin                               |                           | Wassil Mollow             |
|       | Gian Giuseppe Palmieri         |           | 1892          |            | 1961          | Innere Medizin                               |                           | Gian Giuseppe Palmieri    |
|       | Walter Julius Viktor Schoeller |           | 17. Nov. 1880 |            | 25. Juli 1965 | Chemie                                       |                           | Walter Schoeller          |
|       | Friedrich Schumann             |           | 1863          |            | 1940          | Psychiatrie, Med. Psychologie und Neurologie |                           | Friedrich Schumann        |
|       | Richard Siebeck                |           | 10. Apr. 1883 |            | 15. Mai 1965  | Innere Medizin                               |                           | Richard Siebeck           |
|       | Charles Spearman               |           | 10. Sep. 1863 |            | 17. Sep. 1945 | Innere Medizin                               | Charles Spearman          | Charles Spearman          |
|       | Georg Stetter                  |           | 23. Dez. 1895 |            | 14. Juli 1988 | Physik                                       |                           | Georg Stetter             |
|       | Philipp Stöhr                  |           | 12. Apr. 1891 |            | 22. Jan. 1979 | Anatomie                                     |                           | Philipp (jun.) Stöhr      |
|       | Otto Waldmann                  |           | 2. Okt. 1885  |            | 10. März 1955 | Veterinärmedizin                             |                           | Otto Waldmann             |
|       | David Meredith Seares Watson   |           | 18. Juni 1886 |            | 23. Juli 1973 | Geologie und Paläontologie                   |                           | David Watson              |
|       | Paul Wels                      |           | 2. Feb. 1890  |            | 1. Juli 1963  | Pharmakologie                                |                           | Paul Wels                 |
|       | Carl Wesenberg-Lund            |           | 22. Dez. 1867 |            | 12. Nov. 1955 | Pharmakologie                                | Carl Wesenberg-Lund       | Carl Wesenberg-Lund       |
|       | Wilhelm Wirth                  |           | 26. Juli 1876 |            | 13. Juli 1952 | Psychiatrie, Med. Psychologie und Neurologie | Wilhelm Wirth             | Wilhelm Wirth             |
|       | Edgar Wöhlisch                 |           | 1890          |            | 1960          | Physiologie                                  |                           | Edgar Wöhlisch            |
|       | Karl Ziegler                   |           | 26. Nov. 1898 |            | 11. Aug. 1973 | Chemie                                       | Karl Ziegler              | Karl Ziegler              |
|       | Alexander von Muralt           |           | 19. Aug. 1903 |            | 28. Mai 1990  | Physiologie                                  |                           | Alexander von Muralt      |